# Городок Пісочний
Городок Пісочний (староцерк.-слов. Градокъ пѣсочьнъ, Градокъ пѣсочьныи; Городець, Городець Пісочний, Городок на піску) — археологічна пам'ятка, городище на лівому березі Дніпра (нині територія Києва, місцевість Вигурівщина-Троєщина, масив Райдужний).
Пам'ятка розташована на стариці Десни — Радосині (Радунка, Гнилуша). В XV столітті тут знаходився замок князя Семена Олельковича — останнього князя Київського, від якого до XVIII століття зберегалися напівзруйновані земляні вали. Городок Пісочний контролював лівобережні підходи до Києва, річкові проходи повз головне русло Дніпра.
Згадується у літописах під 1026, 1078, 1098, 1111, 1134, 1142, 1151, 1170. Це було місце зустрічей та переговорів князів. З його валів 1239 Менгу-хан споглядав Київ. У 14-15 ст. — заміська резиденція київських князів, пізніше — володіння Милославських, Вигури, Києво-Михайлівського Золотоверхого монастиря. По колу городище обведено валом та ровом. Територія була зайнята сільськими садибами. Досліджувалося 1890, 1950, 1990.
З Городцем ототожнюється, згадувана в Списку міст руських, історична місцевість в Києві — Милославичі.